# Lugaritz (stacja kolejowa)
Lugaritz (hiszp: Estación de Lugaritz, bask: Lugarizko geltokia) – podziemna stacja kolejowa w San Sebastián, w Prowincji Guipúzcoa, we wspólnocie autonomicznej Kraj Basków, w Hiszpanii. Stacja należy do spółki publicznej Euskotren Trena, w ramach rządu baskijskiego. Stacja jest obsługiwana przez linie 1 i 2 do operatora (Metro Donostialdea) EuskoTren.

## Linie kolejowe
- Bilbao – San Sebastián[1]